# 맷 배츠
매슈 대니얼 배츠(영어: Matthew Daniel Batts, 1921년 10월 16일~2013년 7월 14일)는 미국의 프로 야구 선수이다. 1947년부터 1956년까지 메이저 리그 베이스볼(MLB)의 보스턴 레드삭스, 세인트루이스 브라운스, 디트로이트 타이거스, 시카고 화이트삭스, 신시내티 레즈에서 포수로 뛰었다. 전형적인 슬랩 히터였던 배츠는 선수 시절 내내 주로 백업 역할을 맡았다. 통산 546경기에 출전해 타율 .269, 432안타, 26홈런, 219타점을 기록했다.